# Jamal Sellami
Jamal Sellami (Casablanca, 6 ottobre 1970) è un allenatore di calcio ed ex calciatore marocchino, di ruolo difensore, attuale commissario tecnico della Nazionale di calcio della Giordania.

## Palmarès

### Giocatore

#### Competizioni nazionali
- Campionato marocchino: 4

Raja Casablanca: 1996, 1997, 1998, 2001
- Coppa del Marocco: 2

Raja Casablanca: 1996, 2002
- Supercoppa di Turchia: 1

Beşiktaş: 1998

#### Competizioni internazionali
- CAF Champions League: 2

Raja Casablanca: 1997, 1999
- Coppa dei Campioni afro-asiatica: 1

Raja Casablanca: 1998
- Supercoppa CAF: 1

Raja Casablanca: 1999

### Allenatore

#### Competizioni nazionali
- Campionato marocchino: 1

Raja Casablanca: 2019-2020